# Apollo Crews
 (juin 2021).
Sesugh Uhaa (né le 22 août 1987 à Sacramento (Californie)) est un catcheur (lutteur professionnel) américain. Il travaille actuellement à la World Wrestling Entertainment, dans la division Raw, sous le nom d'Apollo Crews.
Il se fait auparavant connaître à la Dragon Gate USA et à la Dragon Gate où il y remporte le championnat Open the Twin Gate avec BxB Hulk.

## Carrière

### Débuts (2009-2010)
Il s'entraîne auprès de Mr. Hughes (en) à Atlanta au sein de l'école de catch de la World Wrestling Alliance 4 où il fait ses premiers matchs en 2009.

### Dragon Gate, Dragon Gate USA et Evole Wrestling (2011-2015)
Il commence à travailler pour la Dragon Gate USA le 9 septembre 2011 où il obtient une victoire expéditive face à Aaron Draven. Deux jours plus tard à Way Of The Ronin 2011, il remporte un four-way match face à Façade, Sugar Dunkerton et Flip Kendrick. En décembre, il part au Japon pour lutter à la Dragon Gate et y intègre le clan Blood WARRIORS où il remporte le 25 décembre avec Tomahawk TT et Yasushi Kanda un match face à Don Fujii (en), Kotoka et Super Shenlong,.
Il retourne aux États-Unis en 2012 où le 29 mars, il se blesse au genou au cours d'un match que son équipe, composée d'Akira Tozawa et de BxB Hulk, remporte face à Chuck Taylor, Johnny Gargano et Rich Swann ainsi qu'Arik Cannon, Pinkie Sanchez et Sami Callihan. Sa blessure nécessitant une intervention chirurgicale, il se fait opérer à la fin du mois d'avril.
Il retourne au Japon le 2 mars 2013 et devient avec BxB Hulk champion Open the Twin Gate après leur victoire sur Don Fuji et Masaaki Mochizuki. Ils perdent ce titre le 5 mai au cours de Dead or Alive 2013 après leur défaite face à Shingo Takagi et YAMATO. Il fait un bref retour à la Dragon Gate USA où il bat Jigsaw le 27 juillet et perd le lendemain face à Anthony Nese,.

### Full Impact Pro (2011-2013)
Le 29 octobre 2011, il est en Floride à la Full Impact Pro (FIP) où Jake Manning lance un défi à quiconque souhaitant l'affronter dans un match pour le championnat Héritage de Floride de la FIP ; Nation relève le défi et y remporte son premier titre. Il défend avec succès son titre le 1er février 2013 face à Chasyn Rance et perd ce titre le 9 août face à Gran Akuma (en),.

### World Wrestling Entertaiment (2015-...)

#### Passage à laNXT(2015-2016)
En octobre 2014, la World Wrestling Entertainment (WWE) propose à Uhaa de passer des essais au WWE Performance Center, le centre d'entraînement de la fédération et fin décembre les deux parties tombent d'accord sur un contrat,.

#### Débuts dans le roster principal, Titus Worldwide (2016-2018)
Le 4 avril 2016 à Raw, il fait ses débuts dans le show rouge en battant Tyler Breeze. Le 19 juin à Money in the Bank, il bat Sheamus.
Le 19 juillet lors du Draft, il est annoncé être officiellement transféré à SmackDown Live. Le 21 août à SummerSlam, il ne remporte pas le titre Intercontinental de la WWE, battu par The Miz (accompagné de Maryse).
Le 29 janvier 2017 au Royal Rumble, il entre dans le Royal Rumble masculin en 22e position, mais se fait éliminer par Luke Harper. Le 12 février à Elimination Chamber, Kalisto et lui battent Dolph Ziggler dans un 2-on-1 Handicap Match. 
Le 2 avril lors du pré-show à WrestleMania 33, il ne remporte pas le trophée en la mémoire d'André the Giant, gagné par Mojo Rawley. Le 10 avril à Raw, lors du Superstar Shake-Up, il est annoncé être officiellement transféré au show rouge. Le 24 avril à Raw, il bat Curt Hawkins. Après le combat, Titus O'Neil le rejoint sur le ring et les deux hommes célèbrent ensemble, formant ainsi une alliance. Le 4 juin lors du pré-show à Extreme Rules, il perd face à Kalisto.
Le 24 septembre lors du pré-show à No Mercy, il perd face à Elias. 

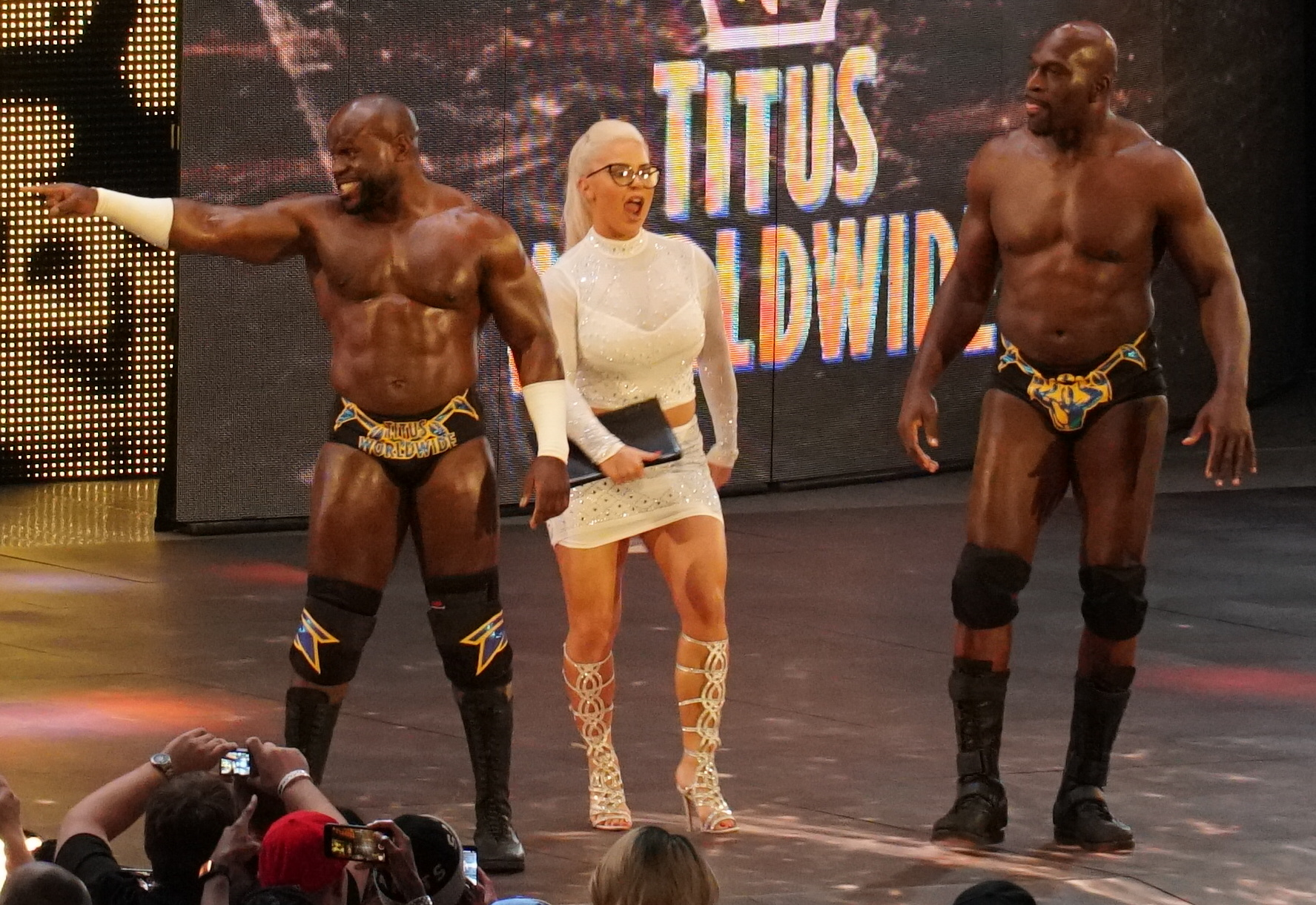
Crews (à gauche) avec ses coéquipiers de la Titus Worldwide, Dana Brooke et Titus O'Neil en Avril 2018

Le 27 novembre à Raw, Dana Brooke s'allie à Titus O'Neil et lui, formant un trio appelé Titus Worlwide.
Le 28 janvier 2018 au Royal Rumble, il entre dans le Royal Rumble masculin en 13e position, mais se fait éliminer par Cesaro. Le 25 février à Elimination Chamber, accompagnés de Dana Brooke, Titus O'Neil et lui ne remportent pas les titres par équipe de Raw, battus par The Bar. 
Le 8 avril lors du pré-show à WrestleMania 34, il ne remporte pas le trophée en la mémoire d'André the Giant, gagné par Matt Hardy. Le 27 avril au Greatest Royal Rumble, il entre dans le Royal Rumble en 33e position, élimine Chad Gable, avant d'être lui-même éliminé par Randy Orton.
Le 3 septembre à Raw, Titus O'Neil et lui font perdre Dana Brooke et Ember Moon face à la Boss'n'Hug Connection en distrayant leur propre partenaire. Après le combat, cette dernière met fin à son alliance avec eux, provoquant la séparation du trio.

#### Retour en solo, champion des États-Unis de la WWE (2019-2020)
Le 27 janvier 2019 au Royal Rumble, il entre dans le Royal Rumble masculin en 20e position, mais se fait éliminer par Baron Corbin. 
Le 7 avril lors du pré-show à WrestleMania 35, il ne remporte pas le trophée en la mémoire d'André the Giant, gagné par Braun Strowman. Le 16 avril à SmackDown Live, lors du Superstar Shake-Up, il est annoncé être officiellement transféré au show bleu. 
Le 11 août lors du pré-show à SummerSlam, il perd face à Buddy Murphy par disqualification, son adversaire se faisant attaquer par Erick Rowan. 
Le 31 octobre lors du pré-show à Crown Jewel, il ne devient pas aspirant n°1 au titre des États-Unis de la WWE, battu par Humberto Carrillo dans un 20-Man Battle Royal.
Le 6 avril 2020 à Raw, il fait son retour dans le show rouge, mais perd face à Aleister Black. Le 28 avril à Raw, il ne remporte pas le titre des États-Unis de la WWE, battu par Andrade. Blessé au genou pendant le combat, il est contraint de déclarer forfait pour Money in the Bank, où il sera remplacé par AJ Styles.
Le 18 mai à Raw, il fait son retour de blessure. Kevin Owens et lui battent Angel Garza et Andrade. La semaine suivante à Raw, il devient le nouveau champion des États-Unis de la WWE en battant Andrade, remportant le titre pour la première fois de sa carrière et son premier titre personnel dans le roster principal. Le 14 juin lors du pré-show à Backlash, il conserve son titre en battant son même adversaire. 
Le 22 juillet à Extreme Rules, il ne peut affronter MVP, perdant par forfait pour cause de blessure, mais conserve son titre. Le 3 août à Raw, il fait son retour de blessure, puis conserve son titre en battant son même adversaire. Frustré par sa défaite, ce dernier le défie pour un match revanche à SummerSlam. Le 23 août lors du pré-show à SummerSlam, il conserve son titre en rebattant MVP. La semaine suivante à Payback, il perd face à Bobby Lashley par soumission, ne conservant pas son titre. Le 27 septembre à Clash of Champions, il ne remporte pas le titre des États-Unis de la WWE, battu par son même adversaire par soumission.

#### Retour àSmackDown, champion Intercontinental de la WWE (2020-2021)
Le 12 octobre à Raw, lors du Draft, il est annoncé être officiellement transféré au show bleu par Stephanie McMahon. Le 22 novembre lors du pré-show aux Survivor Series, il ne remporte pas la Dual Brant Battle Royal, battu par le Miz.
Le 12 février 2021 à SmackDown, il effectue un Heel Turn en attaquant Big E durant son match face à Shinsuke Nakamura, pour le titre Intercontinental de la WWE, faisant gagner le premier par disqualification aux dépens du second. Le 21 mars à Fastlane, il ne remporte pas le titre Intercontinental de la WWE, battu par Big E.
Le 11 avril à WrestleMania 37, il devient le nouveau champion Intercontinental de la WWE en prenant sa revanche sur son même adversaire dans un Nigerian Drum Fight, remportant le titre pour la première fois de sa carrière et son second titre personnel dans le roster principal. 
Le 13 août à SmackDown, il perd face à King Nakamura, ne conservant pas son titre.

#### Retour àRawetNXT(2021-2023)
Le 5 octobre, il est annoncé être officiellement transféré au show rouge[réf. nécessaire]. Le 21 novembre aux Survivor Series, il ne remporte pas la Dual Brand Battle Royal, gagnée par Omos.
Le 7 juin 2022 à NXT, il fait son retour dans la brand jaune, en tant que Face et répondant au défi de Bron Breakker pour le titre de la NXT. Plus tard dans la soirée, Solo Sikoa et lui battent Grayson Waller et Carmelo Hayes.
Le 4 février 2023 à NXT Vengeance Day, il perd face à Carmelo Hayes dans un 2 Out of 3 Falls match (0-2).

## Palmarès
- Dragon Gate
  - 1 fois Open the Twin Gate Championship avec BxB Hulk

- Dragon Gate USA
  - Best Newcomer (2011)

- Full Impact Pro
  - 1 fois FIP Florida Heritage Champion

- Great Championship Wrestling
  - 1 fois GCW Heavyweight Champion

- Preston City Wrestling
  - 1 fois PCW Heavyweight Champion

- World Wrestling Entertainment
  - 1 fois Champion Intercontinental de la WWE
  - 1 fois Champion des États-Unis de la WWE

## Récompenses des magazines
- Pro Wrestling Illustrated

| Année | 2012 | 2013 | 2014 | 2015 | 2016 | 2017 | 2018 | 2019 | 2020 | 2021 | 2022 |
| ----- | ---- | ---- | ---- | ---- | ---- | ---- | ---- | ---- | ---- | ---- | ---- |
| Rang  | 155  | 224  | 208  | 197  | 72   | 130  | 160  | 130  | 82   | 65   | 423  |

- Wrestling Observer Newsletter
  - 2e Rookie de l'année 2011[60]